# Damion Williams
Damion Williams (sinh ngày 26 tháng 2 năm 1981) là một cầu thủ bóng đá người Jamaica thi đấu cho Portmore United, ở vị trí tiền vệ.

## Sự nghiệp

### Sự nghiệp câu lạc bộ
Williams từng thi đấu cho Waterhouse, Portmore United và Constant Spring, trước khi chuyển đến Nybergsund năm 2009. Năm 2012, Williams trở lại Portmore United.

### Sự nghiệp quốc tế
Williams từng thi đấu tại Giải vô địch bóng đá trẻ thế giới 2001, và ra mắt quốc tế cho Jamaica cùng năm đó.